# Бої за Славутич
Бої́ за Славутич — військові дії за місто Славутич у Київській області України в рамках повномасштабного вторгнення РФ до України 2022 року (частина Російсько-української війни).

## Перебіг подій

### Березень

#### 18 березня
Славутич опинився повністю ізольований від решти України російськими військами, у місті не вистачає харчів та ліків. Раніше, після того, як ремонтні бригади Укренерго відновили лінію, що живить Чорнобильську АЕС та Славутич, окупанти знову її пошкодили.

#### 23 березня
У місті російські окупанти обстріляли блокпост. Виїзд зі Славутича неможливий кілька днів. У місті спостерігається нестача продуктів харчування, а також гуманітарної допомоги. Як і раніше, місто перебуває в ізоляції від решти України.

#### 24 березня
Російські військові продовжують обстрілювати блокпости у Славутичі та намагаються захопити місто. У місті гуманітарна катастрофа.

#### 25 березня
Міська рада Славутича категорично заборонила жителям пересуватися містом. Є інформація про те, що у місті діють ворожі снайпери.

#### 26 березня
Російські окупанти ведуть обстріл із танків, мінометів та САУ по місту. На околицях точаться бої. Внаслідок злочинних діянь російської армії є жертви з українського боку, зокрема серед цивільного населення. Кількість постраждалих уточнюється.
Однак російські загарбники змогли увірватися до Славутича, захопивши міську лікарню. З повідомлення випливає, що міський голова Юрій Фомічев викрадений загарбниками. Голова Київської обласної військової адміністрації заявив, що російські загарбники на головній площі міста відкривали вогонь по людях і кидали в них світлошумові гранати на площі, де жителі вийшли на мирну акцію проти окупації міста. У мітингу взяли участь понад 5 тисяч жителів міста. Також один житель Славутича отримав поранення під час мітингу проти окупантів, є поранені серед територіальної оборони, згодом викраденого міського голову окупанти відпустили. Загалом трьох захисників було вбито російськими загарбниками, ще двоє мирних жителів отримали поранення під час мітингу проти окупантів.
Надалі міський голова, звертаючись до городян, що прийшли на мітинг, розповів, що запевнив окупантів, що на території міста немає ні військових, ні зброї, тому російські загарбники повинні покинути місто. Згодом російські загарбники поступово відступили з центру міста до його околиць.

#### 27 березня
Місто опинилося під російською окупацією. У ході боїв місто отримувало підтримку артилерією від ЗСУ здалеку, проте коли російські війська підійшли до міста впритул, захисники не могли продовжувати боротьбу із загарбниками, не руйнуючи житлові квартали й не наражаючи на небезпеку мирних жителів. До того ж місто виявилося більше не здатним продовжувати бойові дії, оскільки місцеві сили територіальної оборони більше не мали ні зброї, ні засобів. У зв'язку з цим було прийнято усвідомлене рішення про перекидання солдатів з територіальної оборони міста до Збройних Сил України та припинення активних бойових дій. Як повідомив міський голова Юрій Фомічев, російські війська залишаться у Славутичі та обшукуватимуть місто на наявність зброї серед населення. Також він заявив, що зараз влада міста працює над створенням зелених коридорів, через які евакуюватимуть мешканців та заведуть гуманітарну допомогу до міста. Крім того, Юрій Фомічев наголосив, що місто приймати гуманітарну допомогу від російських окупантів не буде.
Загарбники перевірили місто на наявність зброї та залишили його територію наприкінці дня. В обід 31 березня окупанти вже пішли з околиць у бік Білорусі десь на 40 кілометрів.

### Квітень

#### 3 квітня
Збройні сили України увійшли до Славутича. Вони здійснюватимуть пошук сторонніх предметів та російських диверсантів.